# 塔蘭托車站
塔蘭托車站（義大利語：Stazione di Taranto）是義大利普利亞大區塔蘭托的主要鐵路車站，於1868年9月15日啟用。該站位於從巴里、布林迪西和雷焦卡拉布里亞出發的3條主幹線的交匯處。